# Мина, Оскар
О́скар Ми́на (итал. Oscar Mina; род. 24 сентября 1958, Серравалле, Сан-Марино) — санмаринский политический и государственный деятель; дважды капитан-регент Сан-Марино с 1 апреля по 1 октября 2009 года, избран вместе с Массимо Ченчи и во второй раз совместно с Паоло Ронделли с 1 апреля по 1 октября 2022 года.

## Биография
В 2006 году был избран депутатом Генерального совета от Христианско-демократической партии Сан-Марино. Дважды занимал пост руководителя страны. Во второй раз весной 2022 года был избран руководителем страны.